# Carme Conesa Hernández
Carme Conesa Hernández (Barcelona, 15 de setembre de 1960) és una actriu catalana.

## Biografia
El seu interès per la interpretació desperta quan, sent estudiant de Belles arts a la Universitat de Barcelona, assisteix a un càsting per a la representació de l'obra Historia de un caballo, protagonitzada per José María Rodero. A partir d'aquest moment, desplega la seva activitat en el teatre català fins a debutar en la gran pantalla de la mà de José María González Sinde amb A la pálida luz de la luna (1985). En els anys següents roda, entre altres pel·lícules, El caballero del dragón (1985), de Fernando Colomo, La noche más larga (1991), de José Luis García Sánchez, Cómo ser mujer y no morir en el intento (1991), d'Ana Belén, o Makinavaja, el último choriso (1992), de Carlos Suárez.
La major popularitat entre el públic li arriba, no obstant això, a través de la televisió (mitjà en el qual havia debutat el 1988 al costat del grup La Trinca en l'espai Tariro, Tariro), quan és seleccionada per a protagonitzar al costat de Diana Peñalver, Las chicas de hoy en día (1991-1992), sèrie rodada per a TVE en format cinema i que va suposar la primera experiència de Colomo en aquest mitjà. La seva bona relació amb La Trinca i la seva productora Gestmusic la va portar a presentar el programa còmic setmanal Betes i Films a TV3 en la temporada 1991-1992. Amb posterioritat ha centrat la seva labor en el teatre, si bé amb incursions tant en cinema (El cianuro... ¿solo o con leche?, Y decirte alguna estupidez, por ejemplo, te quiero...) o a televisió (Inocente, inocente, ¡Ay, Señor, Señor!...). Més recentment ha participat en sèries de televisió com La Señora o Amar es para siempre.

## Filmografia

### Televisió
- La comedia, com Felipa (1984)[3]
- Galeria oberta, personatge episòdic (1986)
- Tariro, tariro, diversos personatges (1988-1989)
- Pedro I, el cruel, Blanca de Borbó (1988)
- 13 x 13, un episodi: Estrés de primavera (1989)
- ¡1990!, diversos personatges (1990)
- La mujer de tu vida, com Regina (1990)
- Las chicas de hoy en día, com Nuri Rocamora (1991-1992)
- Betes i Films, presentadora (1991-1992)
- Inocente, inocente, presentadora (1992-1993)
- Función de tarde, com Lady Windermere (1994)
- ¡Ay, Señor, Señor!, com Elisa (1995)
- Pedralbes Centre, com Magda (1995)
- Dones i homes, com Marta. TV movie (1995)
- Oh, Espanya!, un episodi: Balears (1996)
- Per a què serveix un marit?, com Sonsoles (1997)
- 7 vidas, com Vanessa (2003)
- Cuidado con esos tres, telefilm (2004)
- Empieza el espectáculo, com ella mateixa Programa (2007)
- La Señora, com Alicia Santibáñez (2008-2010)
- Amar es para siempre, com Pía Calatrava (2013)
- Com si fos ahir, com Clàudia (2018-2019)
- Merlí: Sapere Aude, com Vicky (2019-present)

### Llargmetratges
- El mundo sexual de la pareja, entrevistada. Dir. Enrique Guevara (1982)
- A la pálida luz de la luna, de José María González Sinde (1985)
- El caballero del dragón, de Fernando Colomo (1985)
- Radio Speed, de Francesc Bellmunt (1986)
- Barrios altos, com Ana. Dir. José Luis García Berlanga (1987)
- Los días del cometa, com Paloma. Dir. Luis Ariño (1989)
- La noche más larga, com Gloria. Dir. José Luis García Sánchez (1991)
- Cómo ser mujer y no morir en el intento, com Chelo. Dir. Ana Belén (1991)
- Makinavaja, el último choriso, com Toti. Dir. Carlos Suárez (1992)
- El cianuro... ¿solo o con leche?, com Marta. Dir. José Miguel Ganga (1994)
- ¿Culpable de qué?, com Cris. Dir. Albert Saguer (1994)
- Y decirte alguna estupidez, por ejemplo, te quiero, com la mare de Juan. Dir. Antonio del Real (2000)
- El cónsul de Sodoma, com la marquesa. Dir. Sigfrid Monleón (2009)

### Curtmetratges
- Truqui abans d'entrar. Dir. Tola Castillo (1994)
- Disertaciones sobre una coliflor, com María. Dir. ella mateixa (1999)
- Despierta. Dir. Fran Moreno (2012)

### Teatre
- La Familia Addams, interpretant Mortícia Addams (2017)[4]
- ¡Qué desastre de función! (2013)
- Follies. Dir. Mario Gas (2012)
- Las amistades peligrosas. Dir. Darío Facal (2013)
- La loba (2012), de Lillian Hellman.[5]
- La monja alférez (2012), de Domingo Miras
- Münchhausen (2011)
- Beaumarchais (2010)
- Madre Coraje y sus hijos (2010)
- Stalin. Dir. Josep-Maria Flotats (2008)
- Las bribonas. Dir. Amelia Ochandiano (2008)
- La madre vigila tus sueños (2006)
- Hielo y fuego (2006), de Nieves Gámez
- Rómulo el grande (2005), amb Pepe Viyuela, al Festival de Teatre de Mèrida.
- El séptimo cielo (2005), de José Pascual.
- El invitado (2004), amb Joaquim Kremel.
- La rebelión de los criados (2003), de Gustavo Tambastio.
- Se busca impotente para convivir (2003), d'Esteban Ferrer.
- Te quiero, eres perfecto, ya te cambiaré (2000), de Joe Di Pietro
- Las últimas lunas, (1999), con Juan Luis Galiardo.
- Chicago (1999).
- Mariana Pineda (1998), de Federico García Lorca.
- Los padres terribles, de Jean Cocteau y J.Carlos Pérez de la Fuente (1995)
- Pelo de tormenta (1998), de Francisco Nieva.
- Te odio amor mío, de Dagoll Dagom.
- Castillos en el aire, de William Mastrosimone.
- Fortunata y Jacinta, de Benito Pérez Galdós.
- La importancia de llamarse Wilde (1992), d'Ana Diosdado.
- La fascinación, de George Bernard Shaw.
- El tango de don Juan, de Jérôme Savary.
- Peer Gynt, d'Ibsen.
- Historia de un caballo, de Lleó Tolstoi

## Premis i nominacions
Fotogramas de Plata
| Any  | Categoria                  | Sèrie                    | Resultat   |
| ---- | -------------------------- | ------------------------ | ---------- |
| 1991 | Millor actriu de televisió | Las chicas de hoy en día | Guanyadora |

Unión de Actores
| Any  | Categoria                             | Sèrie/Muntatge           | Resultat   |
| ---- | ------------------------------------- | ------------------------ | ---------- |
| 2010 | Millor actriu secundària de teatre    | Beaumarchais             | Candidata  |
| 2009 | Millor actriu secundària de televisió | La Señora                | Guanyadora |
| 1991 | Millor interpretació revelació        | Las chicas de hoy en día | Guanyadora |